# Gennadij Golovkin
Gennadij Gennadjevitj Golovkin (kazakiska: Геннадий Геннадьевич Головкин), född 8 april 1982 i Karaganda i Kazakiska SSR i Sovjetunionen) (nu Qaraghandy i Kazakstan), är en kazakstansk boxare som tog OS-silver i mellanviktsboxning 2004 i Aten. År 2003 i Bangkok blev det VM-guld i amatörboxning.